# Lúcio Costa
Lúcio Marçal Ferreira Ribeiro de Lima Costa, född 1902 i Toulon, Frankrike, död 1998 i Rio de Janeiro, var en brasiliansk arkitekt och stadsplanerare. Som pionjär inom den brasilianska modernismen är han mest känd för den övergripande stadsplanen, Plano Piloto, för Brasiliens huvudstad Brasilia.
Costa växte upp i Frankrike, England och Montreux.  Han utbildade sig till arkitekt i Rio de Janeiro och tog examen 1924. 1929 började han arbeta inom modernismen. Han blev chef för konstskolan men fick fakulteten och studentkåren emot sig och tvingades avgå efter ett år. Han blev istället en del av det nya SPHAN, en organisation som ysslade med Brasiliens historiska och konstnärliga arv. Han blev en del i den rörelse som förde fram modernismen, inte minst Le Corbusier, i Brasilien. Han tog fram paviljongen till världsutställningen i New York 1939 tillsammans med Oscar Niemeyer. Hans stora verk blev när han skapade planen för Brasiliens nya huvudstad Brasilia 1957. Det var Costa som tog fram idén om en stadsplan liknande ett flygplan indelad i stora bostadskvarter, superquadras.